# KrAZ H12.2
KrAZ H12.2 – ukraiński samochód ciężarowy o ładowności 13,5 t, zbudowany w układzie dwuosiowym 4x2, zaprojektowany przez przedsiębiorstwo KrAZ w 2011 roku.